# Lucas Vanègue
Pour les articles homonymes, voir Vanègue.
Lucas Vanègue, né le 3 octobre 1996 au Havre, est un joueur de handball français évoluant au poste de demi-centre au Chambéry Savoie Mont Blanc Handball.

## Biographie
Lucas Vanègue a commencé sa carrière à Gonfreville-l'Orcher avant de rejoindre en 2019 le club de Pontault-Combault en deuxième division. Après une saison seulement, il s'engage avec la JS Cherbourg où il se fait connaître du grand public avec une finale d'accession perdue face à Sélestat et un titre de meilleur joueur de Proligue en 2022. Il rejoint ensuite Istres, autre candidat à la première division, puis le projet de Villeurbanne en 2023.
Après trois mois seulement de compétition, Villeurbanne dépose le bilan et Lucas Vanègue se retrouve libre de tout contrat. Il s'engage avec Chambéry en tant que joker médical jusqu'à la fin de saison. Son contrat est finalement prolongé jusqu'en 2026.

## Palmarès

### Distinctions individuelles
- Élu meilleur joueur de Proligue en 2022